# 法雲寺派
法雲寺派是台灣佛教四大法脈之一，始於日治時代初期。派祖是覺力禪師。本山是台灣四大名山之一的苗栗大湖法雲寺。

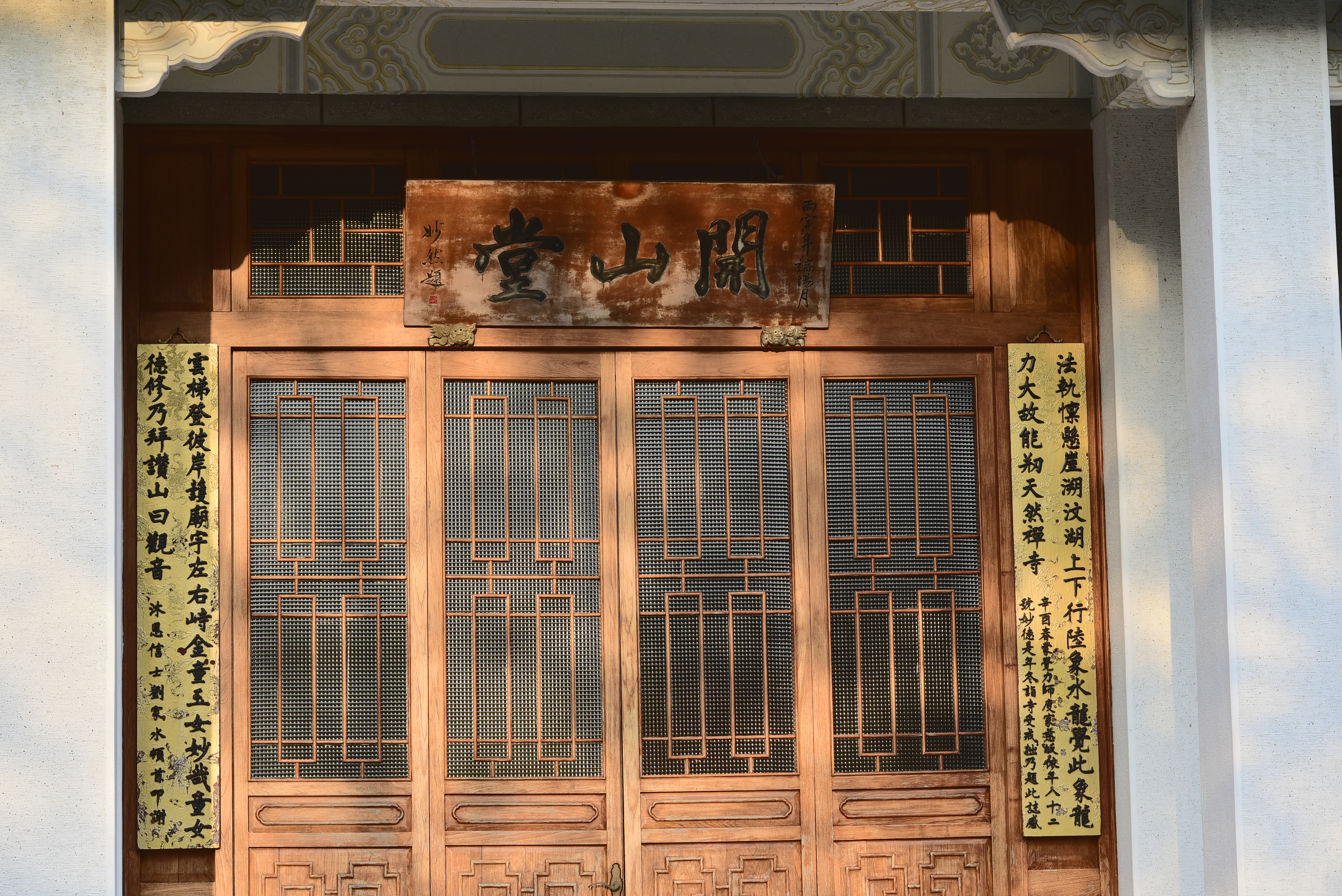
大湖法雲禪寺開山堂

## 法脈
法雲寺派始於台灣日治時期初期，覺力禪師以法雲寺為根本道場而形成，和月眉山派、觀音山派（凌雲寺派）、大崗山派並稱四大法脈，之後加入曹洞宗。
- 第一代住持  覺力復願禪師

1933年(昭和8年)六月十三日（農曆五月二十一日）覺力和尚圓寂於臺中后里毘盧禪寺，世壽53。 妙果和尚於同年七月二十五日， 繼任第二任住持， 妙清和尚為副住持。
- 第二代住持妙果騰悟禪師 : 妙果禪師俗家住桃園平鎮，姓葉俗名阿銘，生於1884年 (光緒 10 年)， 比覺力禪師年輕3歲。除長年擔任法雲禪寺與圓光禪寺住持外，屢辦僧伽傳戒教育，兼任關西潮音寺、竹東大覺寺、員林雙林寺、台中大覺院、彰化大佛寺之住持。[1][2]

1937年，妙果被昭和天皇延入內廷供養，獲頒架裟、如意、具、拂塵、摺扇等五品，為日治時期臺灣僧侶僧侶最高榮譽，法雲寺派為當時影響力的法脈之一。
- 第三代住持  妙然騰舟禪師(1960年): 曾任大甲永光寺、台北蓮雲禪苑開山住持

1978年(民國67年)，為助清寒，救濟貧病，妙然法師創辦「妙然道秀慈善基金會」。1996年(民國85年)元旦（農曆84年11月11日）妙然法師圓寂於法雲禪寺，世壽88。  妙然法師生前與監院如玄法師商量，立遺囑乃徒達碧法師繼任住持。
1968年(民國57年)， 曉雲法師應住持妙然法師之請，擔任首届法雲佛學院導師，可是因故18年後（1986年）才又開辦第二屆。
- 第四代住持  達碧法師(1997年): 達芬法師任監院[1]

1997年(民國86年)4月18日（農曆3月12日）， 舉行晉山典禮，由達碧法師任第四代住持，  達芬法師任監院。

## 派下一覽
- 大湖法雲寺
- 中和圓通寺
- 台北湧泉寺
- 北投法藏寺
- 台北平光寺
- 桃園中壢圓光寺
- 台中毘盧禪寺

## 外部連結
- 苗栗大湖法雲寺
- 中壢圓光禪寺 （页面存档备份，存于）